# Елен (ТВ серија)
Елен (енгл. Ellen) амерички је телевизијски ситком који се премијерно емитовао на мрежи ABC од 29. марта 1994. до 22. јула 1998. године и састоји се од 109 епизода. Насловни лик је Елен Морган, неуротична власница књижаре у тридесетим годинама, коју тумачи стендап комичарка Елен Деџенерес. Наслов серије је био Ови моји пријатељи (енгл. These Friends of Mine) у првој сезони, али је касније промењен да би се избегло мешање са NBC-јевом серијом Пријатељи, која је премијерно приказана у септембру 1994. године.
Серија, смештена у Лос Анђелесу, врти се око Елениних односа са њеним чудним пријатељима, породицом и проблемима свакодневног живота. Серија је била једна од првих у САД са главним ликом који се аутовао као геј, што је Деџенересин лик урадио у 22. епизоди 4. сезоне из 1997. године, која је емитована убрзо након што је Деџенерес јавно открила да је геј у стварном животу. Овај догађај је добио велику медијску изложеност, изазвао је контроверзу и навео ABC да постави упозорење за родитеље на почетку сваке епизоде.
Уводна песма серије (коришћена од 3. сезоне) је верзија песме „So Called Friend” шкотског бенда Texas са измењеним текстом. Трећа и четврта сезона су имале понављајућу шалу у томе што је свака епизода имала посебну/различиту уводну шпицу (често са певањем и плесом), што је резултат Еленине сталне потраге за савршеном уводном шпицом.